# Rhadinoscelidia lixa
Rhadinoscelidia lixa (лат.) — вид ос-блестянок рода Rhadinoscelidia из подсемейства Loboscelidiinae. Таиланд. Название происходит от латинского слова lixa, что означает «последователь или поклонник лагеря», так как найдены у входа в муравейник.

## Распространение
Юго-Восточная Азия: северный Таиланд (провинция Пхрэ, высота 153 м, Mang Chin Dist.).

## Описание
Мелкие осы-блестянки с красновато-коричневым гладким и блестящим телом. Длина тела около 3 мм. От близких видов отличается следующими признаками: скапус усика в 4,5 раза длиннее своей ширины, задние голени прямые (слегка или умеренно изогнутая задняя часть у других видов); короткие прямостоячие щетинки усиков; широкие лентовидные щетинки на висках шире, чем на переднеспинке (но короче, чем на переднеспинке у других видов); более короткие ленточные щетинки на шейном расширении (относительно длиннее у других видов).
Затылок с тремя простыми глазками расположен высоко над местом прикрепления к шее. Пронотум короче своей ширины, с боков округлый. Усики прикрепляются горизонтально на носовом фронтальном выступе. Биология неизвестна, но предположительно, как и другие виды подсемейства мирмекофилы, так как обнаружены у входа в гнездо муравьёв Carebara diversa (Hymenoptera, Formicidae). Вид был впервые описан в 2020 году японскими энтомологами Yu Hisasue и Toshiharu Mita (Kyushu University, Фукуока, Япония) по единственному голотипу, самке с обломанными крыльями.